# Sarisencyrtus beckeri
Sarisencyrtus beckeri is een vliesvleugelig insect uit de familie Encyrtidae. De wetenschappelijke naam is voor het eerst geldig gepubliceerd in 1994 door Noyes & Woolley.